# Balneário Barra do Sul
Balneário Barra do Sul is een gemeente in de Braziliaanse deelstaat Santa Catarina. De gemeente telt 7.791 inwoners (schatting 2009).